# بيلي وليامز (لاعب كرة قاعدة)
بيلي وليامز (بالإنجليزية: Billy Williams)‏ هو لاعب كرة قاعدة أمريكي، ولد في 15 يونيو 1938 في Whistler, Alabama ‏ في الولايات المتحدة.

## وصلات خارجية
- بيلي وليامز على موقع دوري كرة القاعدة الرئيسي (الإنجليزية)
- بيلي وليامز على موقعبيزبول رفرنس.كوم (الدوري الرئيسي) (الإنجليزية)
- بيلي وليامز على موقعبيزبول رفرنس.كوم (الدوري الثانوي) (الإنجليزية)
- بيلي وليامز على موقع إي إس بي إن.كوم (أم.أل.بي) (الإنجليزية)
- بيلي وليامز على موقع مشجعي الرسوم البيانية (الإنجليزية)
- بيلي وليامز على موقع قاعة مشاهير كرة القاعدة (الإنجليزية)
- بيلي وليامز على موقع الموسوعة البريطانية (الإنجليزية)
- بيلي وليامز على موقع إن إن دي بي (الإنجليزية)
- بيلي وليامز على موقع ديسكوغز (الإنجليزية)